# Gunther Malzacher
Gunther Malzacher (* 5. März 1929 in Berlin; † 24. Mai 1995 in Buchholz in der Nordheide) war ein deutscher Schauspieler, Regisseur und Autor.

## Leben
Malzacher besuchte die Oberrealschule in Potsdam und studierte ab 1946 an der Akademie für Schauspielkunst in Stuttgart u. a. bei Rudolf Fernau Schauspiel. Am dortigen Kleinen Theater gab er 1947 sein Debüt als Ruprecht in Kleists Der zerbrochne Krug.
Engagements führten Malzacher an das Landestheater Memmingen, die Städtischen Bühnen Heidelberg, das Landestheater Detmold, die Vereinigten Bühnen Krefeld-Mönchengladbach, das Württembergische Staatstheater Stuttgart, an die Komödie Basel, an die Städtischen Bühnen Dortmund, an das Schauspielhaus Bochum und an das Schauspielhaus Düsseldorf, wo er zwischen 1964 und 1970 tätig war. Weitere Stationen seiner Bühnentätigkeit waren das Bayerische Staatsschauspiel sowie die Bad Hersfelder Festspiele und die Burgfestspiele in Jagsthausen.
Zu Malzachers Rollen gehörten die Titelfigur des Torquato Tasso und des Hamlet, Wetter von Strahl in Das Käthchen von Heilbronn, Franz in Die Räuber, Tellheim in Minna von Barnhelm und die Titelrolle in Albert Camus’ Caligula. 1954 führte er am Landestheater Detmold in Warten auf Godot erstmals Regie. Malzacher verfasste auch eigene Bühnenstücke, darunter Als die Wölfe starben, das im Werkraum der Münchner Kammerspiele uraufgeführt wurde.
Er wirkte in einigen Spielfilmen und zahlreichen Fernsehspielen mit, wo er meist undurchsichtige und schwierige Charaktere verkörperte, darunter den Gattinnenmörder Karl-Heinz Drossbach in Niklaus Schillings Kultfilm Rheingold. Malzacher war in erster Ehe mit der Schauspielerin Helga Bach verheiratet. Aus der Ehe gingen die Söhne Claus-Urs und Andreas hervor.
1988 begegnete er  bei den Proben zu einer Theatertournee (Zeugin der Anklage) der Schauspielerin Loretta Wollenberg. Gemeinsam zogen sie 1990 nach Jesteburg in die Nordheide. Ungefähr zeitgleich begann Malzacher sich wieder vermehrt der Bühne zuzuwenden. So kehrte er 1991 in der Rolle des Captain Shotover aus Shaws Haus Herzenstod nochmals ans Düsseldorfer  Schauspielhaus zurück. Er spielte am Berner Akademietheater u. a. gemeinsam mit Hansjörg Felmy in Ibsens Ein Volksfeind oder Simon Grays Versäumte Stunden und war regelmäßiger Gast an den Hamburger Kammerspielen bei Ida Ehre und im Theater im Zimmer bei Gerda Gmelin. Hier spielte er den Valmont in Heiner Müllers 2-Personenstück Quartett oder den Manningham in Hamiltons Gaslicht.
Zu seinen letzten Rollen vor der Kamera zählte der Mustafa Tyüen in Die Sünden der Väter (Fernsehserie Ein Fall für Zwei) Unter der Regie von Markus Fischer drehte er gemeinsam mit Bruno Ganz den schweizerischen Film Brandnacht.

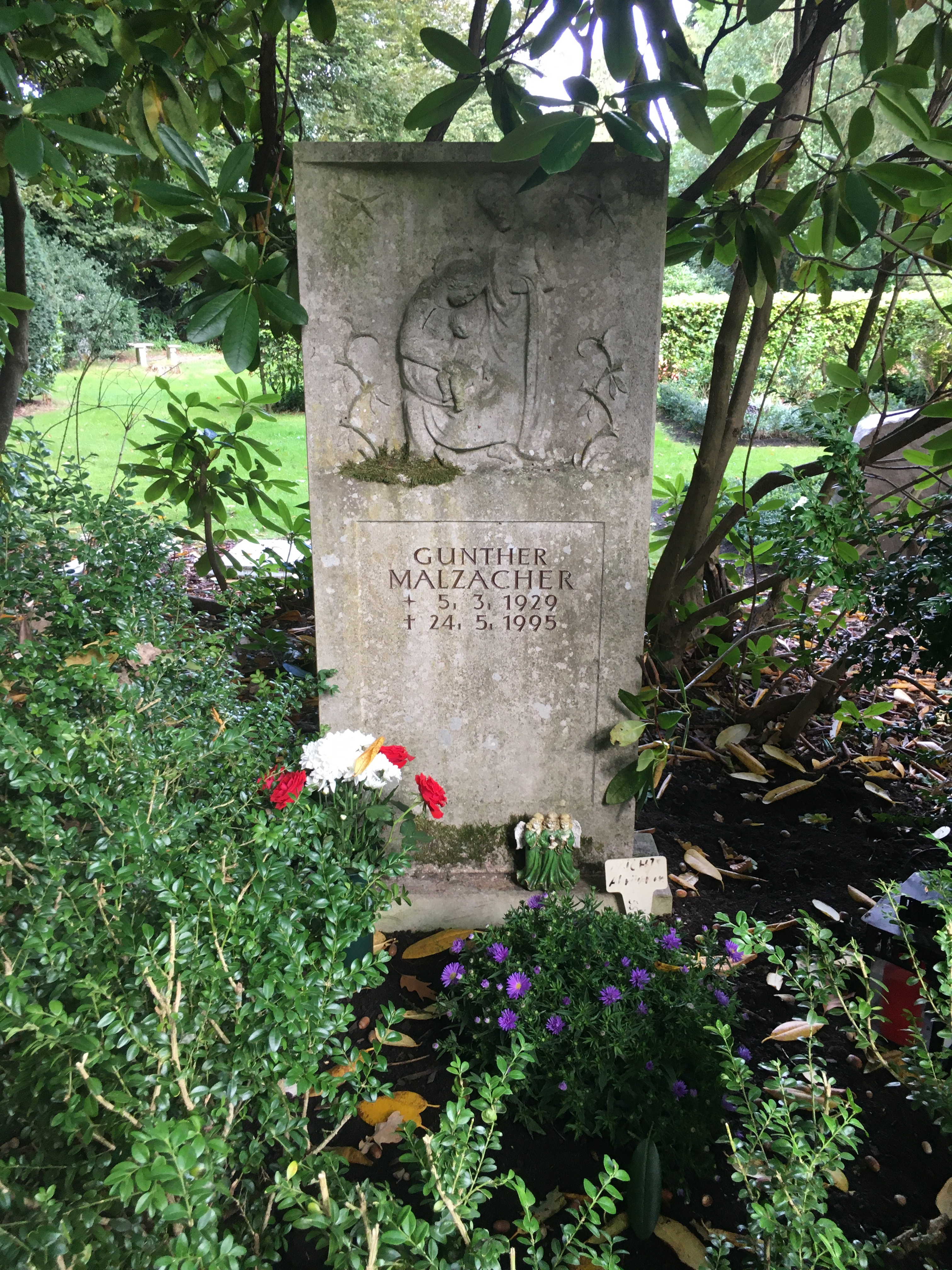
Gunther Malzachers Grabstätte auf dem Ohlsdorfer Friedhof

Sein Grab befindet sich auf dem Friedhof Ohlsdorf.
Gunther Malzacher ist nicht identisch mit dem Synchronsprecher und Produzenten Gig Malzacher (1931–1980).

## Filmografie (Auswahl)
- 1955: Parole Heimat
- 1961: Jack Mortimer
- 1963: Dantons Tod
- 1963: Hafenpolizei – Der Strandkorbdieb
- 1964: Das Kriminalmuseum – Der Füllfederhalter
- 1964: Wälsungenblut
- 1965: Das Kriminalmuseum – Das Nummernschild
- 1968: Diese Frau zum Beispiel
- 1971: Der scharfe Heinrich
- 1971: Der Hitler-Ludendorff Prozeß
- 1971: Der erste Kreis der Hölle
- 1972: Verdacht gegen Barry Croft
- 1972: Tatort – Kressin und der Mann mit dem gelben Koffer
- 1973: Die geheimen Papiere des Pentagon (In der Hauptrolle des Daniel Ellsberg)
- 1973: Hamburg Transit – Auflieger
- 1974: Alexander und die Töchter (TV-Serie|Hauptrolle)
- 1976: Das Schlangenei
- 1976: Lobster – Blut
- 1977: Abelard – Die Entmannung
- 1977: Rheingold
- 1977: Es muß nicht immer Kaviar sein (TV-Serie)
- 1980: Tatort: Herzjagd
- 1981: Der Westen leuchtet!
- 1982: Rendezvous in Paris
- 1982: Blut und Ehre – Jugend unter Hitler
- 1983: Die Frau ohne Körper und der Projektionist
- 1983: Gestern bei Müllers (TV-Serie)
- 1985: Schöne Ferien – Urlaubsgeschichten aus Portugal
- 1989: Petticoat – Geschichten aus den Fünfzigern (TV-Serie)
- 1991: Ein Fall für zwei – Die Sünden der Väter